# Paul Jean Rigollot

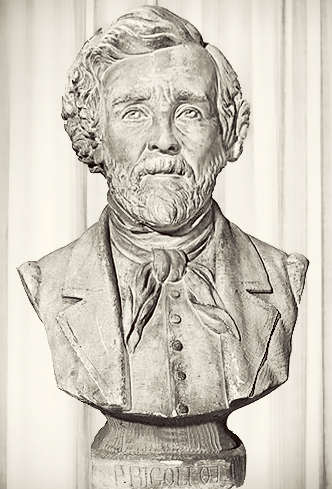
Paul Jean Rigollot (1810-1873)

Paul Jean Rigollot ( Saint-Étienne, 12 de mayo de 1810 - París, 12 de marzo de 1873) fue un farmacéutico francés.
En 1866, inventó el "papel Rigollot", cataplasma de mostaza negra desaceitada usado para facilitar la respiración durante las enfermedades respiratorias. La invención fue mostrada en la Exposición Universal de 1867 y adoptado por los hospitales de París, los hospitales militares británicos y de la Marina francesa.
En 1849 se acabó  las ganancias de la venta de su farmacia. Sin un centavo, regresó a París. Durante el golpe de Estado francés de 1851, fue encarcelado unos días con el escultor David d'Angers, quien se convirtió en su amigo íntimo.
Murió en 1873 en París y fue enterrado en Asnois, Nièvre.
- Datos: Q3371529